# Mimmi Larsson
Ann Mimmi Ellenore Larsson (* 9. April 1994) ist eine schwedische Fußballspielerin, die aktuell beim schwedischen Erstligisten Djurgården Damfotboll unter Vertrag steht.

## Karriere

### Vereine
Larsson spielte im Jahr 2012 für den damaligen Zweitligaaufsteiger Mallbackens IF und erzielte in 21 Spielen der Division 1 20 Tore, womit sie fast die Hälfte der Tore des Vereins erzielte, der am Ende der Saison als Meister der Söderettan in die Damallsvenskan aufstieg. In dieser gelang ihr in 21 Spielen aber nur ein Tor und am Ende stieg sie mit ihrem Verein als Vorletzte wieder ab. In der seit 2013 „Elitettan“ genannten zweiten Liga erzielte sie in 25 Spielen als drittbeste Torschützin der Liga 20 Tore und damit ein Drittel der Tore ihrer Mannschaft, die am Saisonende als Zweitligameister in die Damallsvenskan zurückkehrte. Mit fünf Toren in 22 Spielen sorgte sie mit dafür, dass ihre Mannschaft als Drittletzter nicht sofort wieder abstieg. Zur Saison 2016 wechselte sie zum schwedischen Vizemeister Eskilstuna United. Mit diesem nahm sie an der UEFA Women’s Champions League 2016/17 teil, wo sie in den vier Spielen des Sechzehntel- und Achtelfinales eingesetzt wurde. Dabei erzielte sie in ihrem ersten CL-Spiel beim 1:0-Heimsieg gegen Glasgow City FC das einzige Tor. Das Viertelfinale bedeutete dann aber das Aus, denn mit 1:5 und 0:3 wurde gegen den deutschen Vizemeister VfL Wolfsburg verloren. In der Liga erzielte sie für Eskilstuna in 22 Spielen 13 Tore. Sie war damit zusammen mit Marta und einer weiteren Spielerin viertbeste Torschützin der Liga. Mit 14 Punkten Rückstand auf den Zweitplatzierten wurde aber als Dritter die UEFA Women’s Champions League 2017/18 verpasst. Diese Platzierung wurde ein Jahr später, diesmal aber mit nur vier Punkten Rückstand wiederholt, wobei ihr 11 Tore in 22 Spielen gelangen und sie wieder eine der viertbesten Ligatorschützinnen war 2018 reichte es für sie dann nur zu neun Toren und ihren Verein zum sechsten Platz. Zur Saison 2019 wechselte sie zum Linköpings FC, zur Saison 2020 wechselte sie zum Meister FC Rosengård. Mit Rosengård gewann sie 2021 die schwedische Meisterschaft, schied aber in der Qualifikation zur UEFA Women’s Champions League 2021/22 gegen die Frauen des TSG 1899 Hoffenheim nach einer 0:3-Heimniederlage und einem 3:3, bei dem sie das Tor zum zwischenzeitlichen 2:2 schoss, im Rückspiel aus. 2022 konnte der Meistertitel verteidigt werden. In der UEFA Women’s Champions League 2022/23 erreichte sie mit Rosengård die Gruppenphase, in der aber alle Spiele verloren wurden. In der Qualifikation dazu erzielte sie zwei Tore beim entscheidenden 3:1-Sieg gegen Brann Bergen.
Im Dezember 2022 erhielt sie einen Vertrag bis 2024 bei Kansas City Current. In der Winterpause 2023/24 wechselte sie in die Frauen-Bundesliga zu RB Leipzig. Ihr Debüt gab sie am 3. Februar 2024 (12. Spieltag) beim 2:1-Heimsieg gegen den 1. FC Köln; ihr erstes Bundesligator gelang ihr sechs Tage später beim 4:4-Unentschieden im Auswärtsspiel gegen die SGS Essen zum zwischenzeitlichen 1:1 in der 14. Minute. Am 1. Juli 2024 gab RB Leipzig die Trennung von Larsson bekannt, kurz darauf wurde ihre Verpflichtung durch Djurgården Damfotboll gemeldet.

### Nationalmannschaft

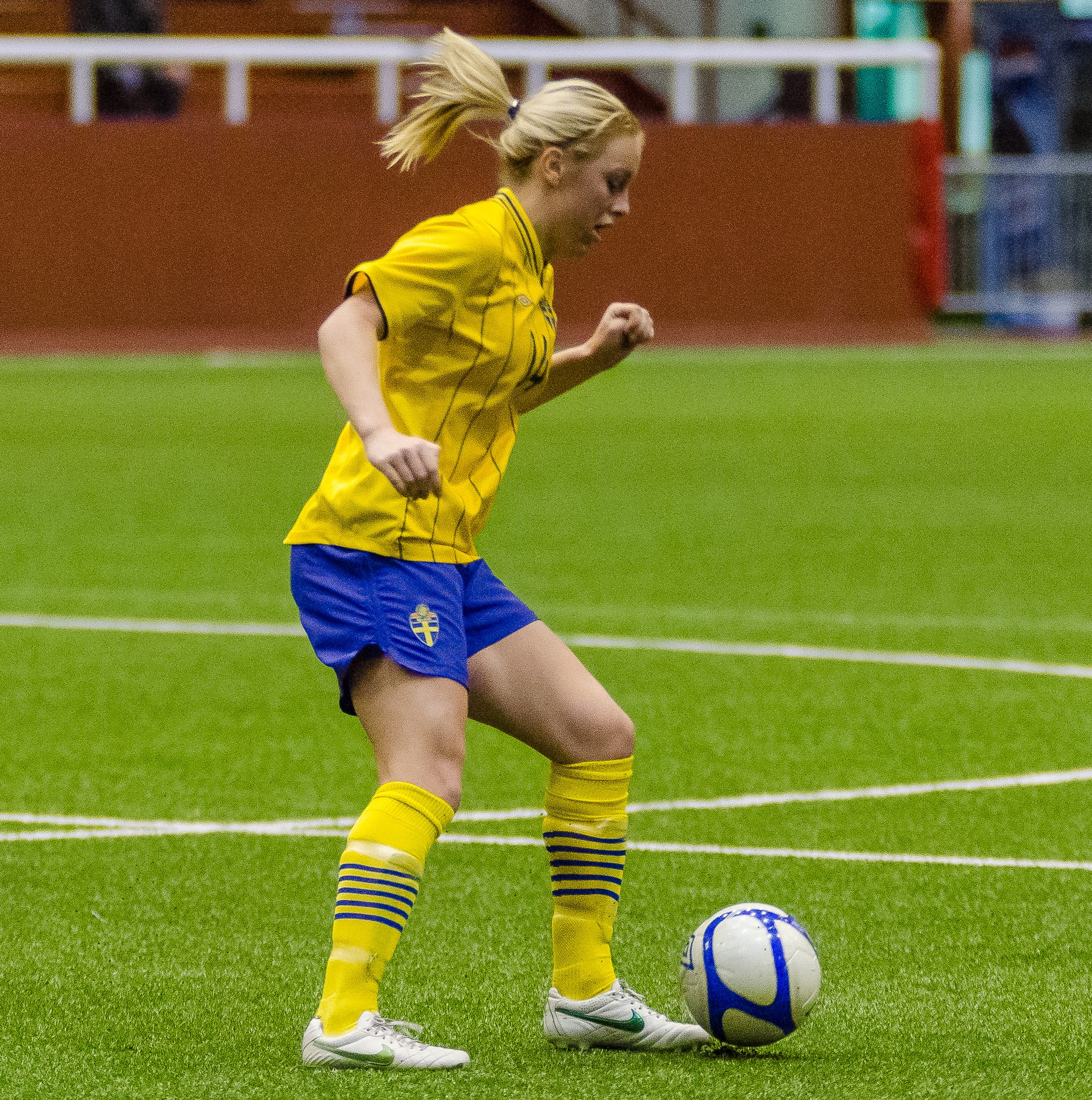
Im Einsatz für die schwedische U18 (2012)

Larsson absolvierte zwischen 2010 und 2016 insgesamt 44 U-Länderspiele für schwedische Nachwuchsnationalmannschaften, in denen sie zehn Tore erzielte. Mit der U17-Mannschaft nahm sie im Oktober 2010 erfolgreich an der ersten Qualifikationsrunde zur U-17-Fußball-Europameisterschaft der Frauen 2011 teil, scheiterte dann aber im April 2011 in der zweiten Qualifikationsrunde. Mit der U19-Mannschaft konnte sie sich dagegen 2012 und 2013 für die U-19-Fußball-Europameisterschaft der Frauen 2013 qualifizieren, bei der die Schwedinnen ihren Titel aus dem Vorjahr nicht verteidigen konnten und als Gruppenvierte der Vorrunde ausschieden.
Am 21. Oktober 2016 hatte sie beim 7:0 gegen den Iran, dem ersten Spiel einer europäischen Mannschaft gegen die Iranerinnen, ihren ersten Einsatz in der A-Nationalmannschaft und erzielte in der vierten Minute mit ihrem ersten Länderspieltor das erste Tor des Spiels. Da insgesamt acht Spielerinnen, darunter auch Larsson in der 63. Minute, ausgewechselt wurden, wird das Spiel von der FIFA nicht als offizielles Länderspiel gewertet. Es folgten einige weitere Einsätze, u. a. beim Algarve-Cup 2017. Bei der Europameisterschaft 2017 stand sie im schwedischen Aufgebot, kam aber nur im mit 0:2 gegen den Gastgeber und späteren Europameister Niederlande verlorenen Viertelfinale zu einem neunminütigen Kurzeinsatz. Es folgten weitere kurze Einsätze in der Qualifikation für die WM 2019 und bei den Algarve-Cups 2018 – den sie mit ihrer Mannschaft gewann – und 2019, bei denen ihr 2018 ein Tor gelang und sie 2019 mit drei Toren zusammen mit der Spanierin Jennifer Hermoso beste Torschützin war.
Am 16. Mai 2019 wurde Larsson für die anstehende WM nominiert. Bei der WM hatte sie lediglich zwei Kurzeinsätze von insgesamt 22 Minuten. Sie wurde beim 5:1 im Gruppenspiel gegen Thailand und im Halbfinale gegen die Niederlande, das mit 0:1 nach Verlängerung verloren wurde, jeweils eingewechselt. Im siegreichen Spiel um Platz 3 gegen England kam sie nicht zum Einsatz.
Im Verlauf der nachfolgenden Qualifikation zur EM 2022 absolvierte sie zwei Einsätze, gehörte bei der Endrunde (die ursprünglich bereits im Jahr zuvor hätte ausgetragen werden sollen) dann aber ebenso wenig zum Nationalkader wie auch bei den wegen der COVID-19-Pandemie um ein Jahr verschobenen Olympischen Spielen 2020. Bei der Qualifikation für die WM 2023 kam sie im November 2021 zu zwei Kurzeinsätzen.

## Erfolge
- 2012: Meisterschaft in der Söderettan der Division 1 (Eskilstuna United)
- 2014: Meisterschaft in der Elitettan (Eskilstuna United)
- 2018: Algarve-Cup-Sieg (zusammen mit den Niederlanden[10])
- 2019: Algarve-Cup-Torschützenkönigin (zusammen mit Jennifer Hermoso/Spanien)
- 2019: Dritte der Weltmeisterschaft
- 2021 und 2022: Meisterschaft der Damallsvenskan (FC Rosengård)
- 2022: Schwedische Pokalsiegerin (FC Rosengård)